# Lucy Gallant
Lucy Gallant è un film del 1955 diretto da Robert Parrish.
In Italia è stato distribuito nel 1956 col titolo Lucy Gallant, e ridistribuito nel 1963 col titolo Terra di giganti.

## Trama
Il film narra la storia di parziale successo di una giovane newyorkese, Lucy Gallant, che diviene direttrice di un gruppo di negozi di moda nel rurale Texas, stato allora (1941) in preda alla febbre del petrolio, a spese però della sua vita amorosa. Il suo spasimante, Casey Cole, le chiede a più riprese di rinunciare alla sua attività imprenditoriale per limitarsi ad essere – contrariamente ai sogni di lei - una moglie che rimane a casa a "fare la calzetta".
Lei resiste a diversi dei tentativi di Casey di frustrare le sue ambizioni, ma alla fine si sottomette di sua propria volontà al destino che l'uomo ha tracciato per lei.

## Produzione
Il film venne girato presso i Paramout Studios di Hollywood.
Inizialmente per la parte della protagonista la produzione pensò a Joan Crawford.
Nella sua autobiografia, Charlton Heston ricorderà il film in modo poco lusinghiero; secondo lui una delle poche cose che salvavano il film era l'interpretazione di Jane Wyman. Dopo aver girato la sua ultima scena, Heston partì tre ore dopo per Il Cairo per le riprese de I dieci comandamenti.
La nota costumista Edith Head appare nel film come se stessa, mentre narra la sfilata di moda; rimane una delle sue rare apparizioni sullo schermo.
La canzone "How can I tell her?", composta da Jay Livingston e Ray Evans, è interpretata dai The Four Freshmen.

## Distribuzione
Il film ebbe la sua prima a New York il 20 ottobre 1955; venne distribuito nelle sale poco dopo dalla Paramount Pictures.
In Italia arrivò al cinema presumibilmente nel giugno 1956.